# Кобильчук (річка)
Кобильчук, Кобилець — річка  в Україні, у Коломийському  районі Івано-Франківської області, ліва притока Турки  (басейн Дунаю).

## Опис
Довжина річки приблизно 7 км. Формується з багатьох безіменних струмків.  

## Розташування
Бере  початок на північному заході від села Старого Гвіздеця. Тече переважно на південний схід через Кобилець і на північно-західній стороні від Кринички впадає у Турку, ліву притоку Пруту.